# Aspidopterys celebensis
Aspidopterys celebensis là một loài thực vật có hoa trong họ Malpighiaceae. Loài này được Arènes mô tả khoa học đầu tiên năm 1954.